# منصور نصاصرة
منصور نصاصرة هو أكاديمي فلسطيني، يعمل محاضرًا في جامعة بئر السبع في النقب، ويختص في مجالات العلوم السياسية، العلاقات الدولية، وقضايا البدو والفلسطينيين في إسرائيل. حصل على شهادة الدكتوراه من جامعة إكستر في المملكة المتحدة، وعمل في جامعات ومراكز أبحاث محلية ودولية.

## النشأة والدراسة
وُلِد في قرية تل الملح المهجّرة الواقعة في منطقة بئر السبع جنوب فلسطين. أكمل دراسته الجامعية والعليا في المملكة المتحدة، حيث حصل على شهادة الدكتوراه في العلوم السياسية من جامعة إكستر، وتخصص في موضوع النقب والسياسات الاستعمارية تجاه السكان الأصلانيين.

## الحياة الأكاديمية
درّس النصاصرة في جامعات بريطانية مثل جامعة إكستر وجامعة بليموث، كما عمل باحثًا في مركز الدراسات الفلسطينية التابع لمجلس البحوث البريطاني في القدس. يشغل اليوم منصب محاضر في قسم السياسة والحكم في جامعة بئر السبع، ويُدرّس مساقات في قضايا الشرق الأوسط، النظم الاستعمارية، حقوق الأقليات، والأنظمة السياسية.

## مؤلفاته
من أبرز مؤلفاته:
- بدو النقب وبئر السبع: مئة عام من السياسة والنضال (بالإنجليزية: *The Naqab Bedouins: A Century of Politics and Resistance*) – صدر عن دار نشر جامعة كولومبيا سنة 2017، وتُرجم إلى العربية سنة 2022 عن مركز الملك فيصل للدراسات الإسلامية. يُعد هذا الكتاب دراسة أرشيفية وتحليلية توثق نضال بدو النقب منذ العهد العثماني وحتى ما بعد اتفاقيات أوسلو، ويعتمد على مصادر بريطانية وعثمانية وإسرائيلية، بالإضافة إلى مقابلات ميدانية مع سكان النقب.[3]

- شارك في تحرير كتاب بدو النقب والاستعمار: وجهات نظر جديدة (*The Naqab Bedouin and Colonialism*) الصادر عن دار روتليدج سنة 2015.[4]
- شارك في تحرير دليل روتليدج لمدن الشرق الأوسط (*Routledge Handbook on Middle East Cities*).
- شارك أيضًا في تحرير كتاب منطقة بئر السبع: الأبعاد السياسية والاجتماعية والاقتصادية (باللغة العربية، 2019).

## أبحاث ومقالات علمية
نشر د. النصاصرة العديد من الدراسات في مجلات علمية مُحكّمة، منها:
- "العلاقة بين البدو في جنوب فلسطين والانتداب البريطاني (1917–1948)"، مجلة Arab World Geographer.
- "استمرار تهويد النقب والنضال من أجل الاعتراف بحقوق السكان الأصلانيين"، مجلة Settler Colonial Studies.
- "السياسات العثمانية والبريطانية تجاه بدو النقب وشرق الأردن"، مجلة British Journal of Middle Eastern Studies.
- "مقاومة البدو في ظل الحكم العسكري الإسرائيلي (1948–1967)"، مجلة Middle Eastern Studies.
- "الفلسطينيون في إسرائيل واتفاقيات أوسلو: سياسات الإقصاء والتهميش"، مجلة Ethnopolitics.
- "دور النساء والشباب البدو في مواجهة مخطط برافر"، مجلة Middle East Critique.

## محاضرات ومساهمات علمية
شارك النصاصرة في مؤتمرات وورشات محلية وعالمية، منها:
- محاضرات في البرلمان الأوروبي، مجلس العموم البريطاني، والأمم المتحدة حول قضايا بدو النقب والحقوق الأصلانية.
- ندوة في مركز مدى الكرمل سنة 2023 حول "إنتاج المعرفة عن الجنوب الفلسطيني والقدس: بين الأرشيف والرواية الشفوية".
- لقاءات أكاديمية وثقافية في مدن مثل القدس، الناصرة، ورهط لتقديم كتبه ومناقشتها مع الجمهور المحلي.[5]

## إشادة علمية
حاز كتابه بدو النقب وبئر السبع على إشادات أكاديمية واسعة، واعتُبر مرجعًا مهمًا لفهم تاريخ النقب ونضالات سكانه. ووُصف بأنه "عمل أكاديمي نادر" يوثّق مقاومة سكان الجنوب الفلسطيني من منظور السكان أنفسهم، لا من منظور الدولة أو الإدارة الاستعمارية.